# Ounie Lecomte
Ounie Lecomte (Seül, 1966) és una actriu i directora de cinema sud-coreana.

## Infància i adolescència
Als 9 anys Lecomte va marxar de Corea per anar a viure a França després que una família protestant l'adoptés. Va viure a Saint-Germain-en-Laye i, més tard, a Saint-Raphael, municipis en els quals es va criar. Posteriorment, es traslladà a París amb l'objectiu d'ampliar la seva educació i estudiar disseny de moda a l'Studio Berçot.

## Joventut a Paris
En acabar els estudis, treballà com encarregada de vestuari en alguns curtmetratges d'aficionats sota la direcció de la francesa Sophie Fillières. També va treballar com a guionista i com a actriu. A Paris s'éveille (1991), una producció fílmica d'un altre director francès, Olivier Assayas, interpretà el personatge d'Agathe.
El 1991, va tornar a Corea per interpretar el paper d'una nena abandonada que cerca les seves arrels. La pel·lícula, Seoul Metropolis dirigida per Seo Myung-Soo, mai es va arribar a fer; però la realitat es va trobar amb la ficció. Lecomte va acabar retrobant-se amb la seva família biològica i amb el seu país d'origen. Val a dir que, en marxar de Corea, Lecomte inicià a França un nou període vital, vivint com una autèntica francesa i oblidant la seva llengua natal i la seva identitat coreana.

## Primers èxits com a directora
Una de les seves primeres obres com a directora va ser el curtmetratge Quand le Nord est d'Acord (2001) categoritzat com comèdia psicològica. Narra la història d'Alice, una noia que ha d'enfrontar-se a dues proves: la manca d'heroïna i un avortament. El curtmetratge va ser seleccionat al Festival Internacional de Curtmetratges d'Oberhausen 2001.
El 2006 es va inscriure en un taller per a guionistes, dirigit per Eva Deboise. En aquest taller va escriure el seu primer llargmetratge, Une vie tote neuve (Yeo-Haeng-ja), una adaptació lliure de la seva pròpia història. La pel·lícula, coproduïda per Lee Chang-dong, es va estrenar al Festival de Cannes, fora de competició, l'any 2009. Des d'aleshores, Lecomte ha guanyat nombrosos premis per aquest film.

## Filmografia

### Directora
- Je vous souhaite d'être follement aimée (2015)
- Yeo-Haeng-ja (2009)
- Quand le nord est d'accord (2001)

### Actriu
- Paris s'éveille (1991)
- After Midnight (1990)

### Guionista
- Je vous souhaite d'être follement aimée (2015)
- Una vida nueva (2009)

## Premis
La seva pel·lícula més premiada ha estat Yeo-Haeng-ja.
- Tokyo International Film Festival - 2009
- Cinekid - 2009
- Cannes Film Festival (nominació) - 2009
- Palm Springs International Film Festival - 2010
- Oslo Films from the South Festival - 2010
- Berlin International Film Festival - 2010